# Szczeciogonek eukaliptusowy
Szczeciogonek eukaliptusowy (Stipiturus mallee) – gatunek małego ptaka z rodziny chwostkowatych (Maluridae). Występuje w południowo-wschodniej Australii. Zagrożony wyginięciem.

## Taksonomia
Po raz pierwszy gatunek opisał Archibald James Campbell w 1908 na łamach czasopisma „Emu”. Holotyp pochodził z okolic Hopetoun w stanie Wiktoria. Autor nadał nowemu gatunkowi nazwę Stipiturus mallee. Obecnie (2020) Międzynarodowy Komitet Ornitologiczny (IOC) podtrzymuje tę nazwę. Szczeciogonek eukaliptusowy wraz z dwoma pozostałymi przedstawicielami Stipiturus tworzy nadgatunek. Niektórzy autorzy uznawali go za jeden gatunek ze szczeciogonkiem smugowanym (S. malachurus), jednak badania mtDNA wskazują na odrębność gatunkową tych dwóch taksonów. IOC uznaje gatunek za monotypowy.

## Morfologia
Długość ciała wynosi 13,5–15 cm, masa ciała 4–7 g. Występuje dymorfizm płciowy w upierzeniu. U samca kasztanowa (rdzawa) czapeczka), sterówki żółtobrązowe. Reszta wierzchu ciała oliwkowobrązowa, każde z piór zdobi ciemny pas. Kantarek, gardło i pierś jasna, fioletowoniebieska; pozostałą część spodu ciała porastają pióra szarobrązowe. Samica ma białe okolice oczu, a kolor rdzawy obejmuje wyłącznie czoło.

## Zasięg występowania
Szczeciogonki eukaliptusowe zamieszkują obszar Australii położony na południe od rzeki Murray w północno-zachodniej części stanu Wiktoria, dawniej także w południowo-wschodniej części stanu Australia Południowa. Obecnie ptaki te występują już wyłącznie na obszarach chronionych – w parkach narodowych Murray-Sunset, Hattah-Kulkyne (wraz z przyległym Nowingi State Forest) i Wyperfeld.

## Ekologia i zachowanie
Środowiskiem życia szczeciogonków eukaliptusowych są przeważnie niskie zadrzewienia eukaliptusów, również i malee z trawami z rodzaju Triodia i zarośla traw Triodia z wrzosami. Chwostki te żyją w niewielkich (4–8 osobników) grupach podczas zimy, w sezonie lęgowym łączą się w pary i zajmują terytorium wielkości 3–5 ha. Pożywienie szczeciogonków eukaliptusowych stanowią owady, prawdopodobnie również nasiona. Skład diety słabo poznany. Ptaki te odzywają się wysokim szczebiotem. Głos kontaktowy to wysokie trii, głos ostrzegawczy to głośniejsze trrt.
Sezon lęgowy trwa od września do listopada. Gniazdo buduje samica, jest ono zamknięte. Na budulec składają się włókna roślinne, pajęczyny, pióra i inny miękki materiał. Ulokowane jest w kępie trawy. Zniesienie liczy zwykle 3 jaja.

## Status zagrożenia
Od 2008 IUCN uznaje szczeciogonka eukaliptusowego za gatunek zagrożony wyginięciem (EN, Endangered). Wcześniej, od 2000, miał on status gatunku narażonego (VU, Vulnerable). W 2019 szacowano liczebność populacji na 2003 – 12 363 osobników (najlepsze oszacowanie: 6629 osobników). Trend liczebności populacji jest silnie spadkowy. Zagrożeniem dla tych ptaków jest fragmentacja środowiska przez przekształcanie go w obszary rolnicze i pastwiska. Pożary buszu z lat 2006 i 2014 całkowicie wyeliminowały gatunek z Australii Południowej.